# Lijst van voetbalinterlands Frankrijk - Tsjechië
Deze lijst van voetbalinterlands is een overzicht van alle officiële voetbalwedstrijden tussen de nationale teams van Frankrijk en Tsjechië. De landen speelden tot op heden vier keer tegen elkaar. De eerste ontmoeting, een vriendschappelijke wedstrijd, werd gespeeld in Bordeaux op 17 augustus 1994. Het laatste duel, eveneens een vriendschappelijke wedstrijd, vond plaats op 12 februari 2003 in Saint-Denis.

## Wedstrijden
| № | Plaats      | Datum            | Competitie        | Wedstrijd            | Uitslag |
| - | ----------- | ---------------- | ----------------- | -------------------- | ------- |
| 1 | Bordeaux    | 17 augustus 1994 | Vriendschappelijk | Frankrijk − Tsjechië | 2 − 2   |
| 2 | Manchester  | 26 juni 1996     | EK 1996           | Frankrijk − Tsjechië | 0 − 0   |
| 3 | Brugge      | 16 juni 2000     | EK 2000           | Tsjechië − Frankrijk | 1 − 2   |
| 4 | Saint-Denis | 12 februari 2003 | Vriendschappelijk | Frankrijk − Tsjechië | 0 − 2   |

## Samenvatting
| Competitie        | Totaal gespeeld | Winst Frankrijk | Gelijk | Winst Tsjechië | Doelsaldo Frankrijk – Tsjechië |
| ----------------- | --------------- | --------------- | ------ | -------------- | ------------------------------ |
| EK-eindronde      | 2               | 1               | 1      | 0              | 2 − 1                          |
| Vriendschappelijk | 2               | 0               | 1      | 1              | 2 − 4                          |
| Totaal            | 4               | 1               | 2      | 1              | 4 − 5                          |